# Taxidermy
Taxidermy är alternativ rock-bandet Queen Adreenas debutalbum som släpptes 2000 av Blanco y Negro Records.

## Låtlista
1. "Cold Fish" – 2:08
2. "Soda Dreamer" – 3:39
3. "I Adore You" – 3:24
4. "Yesterday's Hymn" – 3:04
5. "Pretty Polly" – 5:10
6. "Yemaya" – 2:48
7. "Madraykin" – 3:58
8. "X-ing Off the Days" – 4:21
9. "Hide from Time" – 4:39
10. "Friday's Child" – 3:09
11. "Sleepwalking" – 4:22
12. "Are the Songs My Disease?" – 3:23
13. "Weeds" – 3:29